# كرمة أريزونية
الكرمة الأريزونية هي نوع نباتي بري ينتمي إلى جنس الكرمة من الفصيلة الكرمية. ينتج ثمار عنب صغيرة ولذلك فهو لا يعد اقتصادياً.

## البيئة والانتشار
موطنها ولاية أريزونا في الولايات المتحدة وأقصى شمال المكسيك.

## الوصف النباتي
نبات معمر متسلق. النورات عنقودية. الثمرة عوزة (عنبة).